# 줄녹색박각시
줄녹색박각시(영어: pellucid hawk moth, 학명: Cephonodes hylas 케프호노데스 휠라스[*])는 박각시과 줄녹색박각시속의 나방 종이다. 1771년 칼 폰 린네가 기재했다. 근동에서 극동에 이르기까지 폭넓게 분포한다.
뒤영벌처럼 다부진 몸에 투명한 날개를 가졌다. 익폭은 45–73 mm. 날개 가장자리에는 검은 테를 둘렀다. 복부 색깔은 노란색에서 녹색 사이에서 다양하다. 승명아종은 복부 제3-4마디가 붉은색을 띤다. 유충은 녹색과 검은색 두 색상이 있다. 번데기는 암갈색이다.